# (2324) Janice
(2324) Janice est un astéroïde de la ceinture principale.

## Description
(2324) Janice est un astéroïde de la ceinture principale. Il fut découvert le 7 novembre 1978 à l'observatoire Palomar par Eleanor Francis Helin et Schelte J. Bus. Il présente une orbite caractérisée par un demi-grand axe de 3,09 UA, une excentricité de 0,18 et une inclinaison de 0,4° par rapport à l'écliptique.

## Compléments